# Distrito de San Miguel de Acos

Provincia de Huaral en el Departamento de Lima

El Distrito de San Miguel de Acos es uno de los doce que conforman la provincia de Huaral, ubicada en el Departamento de Lima, bajo la administración del Gobierno Regional de Lima, en el norte de la capital de Perú. Limita por el norte con los distritos de 27 de noviembre y Atavillos Alto; por el este con el Distrito de Lampián; por el sur; con el Distrito de Atavillos Bajo; y por el oeste con la Provincia de Canta.
Dentro de la división eclesiástica de la Iglesia Católica del Perú, pertenece a la Diócesis de Huacho

## Historia
La fundación de Acos como los demás pueblos de la serranía data desde el inkairo, sin embargo aparece como centro poblado en la época de la colonia por el año 1600.
En el año 1800 se convierte en Villa, fecha en que recibe gran influencia de la migración china que convierten la zona en centro comercial.
Mediante Ley N.º 12687 del 31 de diciembre de 1956 recién se crea el distrito de Acos, en el segundo gobierno del Presidente Manuel Prado Ugarteche. Desde el 11 de mayo de 1976 pertenece a la Provincia de Huaral junto con once distritos más: Chancay, Huaral, Aucallama, Ihuari, Sumbilca, San Miguel de Acos, Lampián, Atavillos Bajo, Atavillos Alto, 27 de Noviembre, Pacaraos y Santa Cruz de Andamarca. Los cuatro primeros habían pertenecido a la provincia de Chancay (hoy Huaura) y los ocho restantes a la provincia de Canta.

## Geografía
San Miguel de Acos tiene una altitud correspondiente a los 1 376 metros sobre el nivel del mar. Pertenece a la región Yunga, región en la cual se desarrollan cultivos fruticolas como: Manzanos, Melocotones, anteriormente se cultivaron: cítricos (naranja, limón) y chirimoyas allá por los años 1920-1950. 
En el poblado de San Miguel de Acos convergen los diferentes ramales de la carretera troncal que une a los restantes pueblos de la sierra.
Acos es centro y lugar obligado de todo viajero que penetra a la serranía del Departamento de Lima.
Cuenta con una extensión de 4816 ha.

## Capital
La capital del distrito es la localidad de Acos. La capital del distrito de Acos está ubicada a 68 km al este de la ciudad de Huaral (capital de la provincia de Huaral departamento de Lima), a la margen izquierda del río Chancay.

## Sitios arqueológicos

### Zona arqueológica de Chiprac
Chiprac queda en la jurisdicción de la Comunidad Campesina de San Juan de Uchucuánico. Está ubicado aproximadamente a 3500 m s. n. m. y sus construcciones son de la época pre-inca (cultura de los Atavillos) e Inca. Se trata de las ruinas de una importante ciudad, que se extienden en la cima de unas colinas escarpadas, sobre un área de dos kilómetros de largo por 500 metros en su parte más ancha. Las construcciones o cullpis se hallan en buen estado de conservación.

## División administrativa

### Centros poblados
- Urbanos
  - Acos, con 507 hab.

### Comunidades campesinas
El Distrito de San Miguel de Acos está conformado por tres comunidades:
- Acos: 2.139 ha
- San Juan: 1.263 ha
- Huascoy: 1.304 ha

## Autoridades

### Municipales
- 2019 - 2022[3]
  - Alcalde: Máximo Adrián Espinoza Arroyo, Movimiento Concertación para el Desarrollo Regional.
- 2015 - 2018[4]
  - Alcalde: Leoncio Genaro Espinoza Herrera, Movimiento Patria Joven (PJ).
  - Regidores: Clodomiro Eulogio Ambrosio Valero (PJ), Sony Wilmer Bueno Córdova (PJ), Jesús Marcatoma León (PJ), Cecilia Esperanza Jiménez De la Cruz (PJ), Nita Aurora Baltazar Aguedo (Fuerza Regional).
- 2011 - 2014[5][6]
  - Alcalde: Leoncio Genaro Espinoza Herrera, del Movimiento Fuerza Regional.
  - Regidores: Clodomiro Eulogio Ambrosio Valero (Fuerza Regional), Jesús Marcatoma León (Fuerza Regional), Enrique Michael Oriundo De La Cruz (Fuerza Regional), Cecilia Esperanza Jiménez De La Cruz (Fuerza Regional), Sony Wilmer Bueno Córdova (Partido Aprista Peruano).
- 2007 - 2010 
  - Alcalde: William Florencio Ramos Pariasca

### Policiales
- Comisaría de Huaral
  - Comisario: Cmdte. PNP. Oswaldo Freddy Echevarria López.[7]

### Religiosas
- Diócesis de Huacho[8]
  - Obispo de Huacho: Mons. Antonio Santarsiero Rosa, OSI.
- Parroquia[9]
  - Párroco: Pbro. .

## Educación

### Instituciones educativas
I.E San Miguel Arcángel  N ° 20424

## Academia Deportiva
- Academia Deportiva Acos Fútbol Club (Sucursal del Club Deportivo Huaral Fútbol Club)

### En los E-Sports
- Club Deportivo Huaral Fútbol Club eSports

## Festividades
- Febrero: Virgen de la Candelaria
- Julio: Virgen del Carmen
- Agosto: Virgen del Perpetuo Socorro
- Septiembre: San Miguel Arcángel
- Noviembre: San Martín de Porres